# M-46
El cañón de campaña M1954 de calibre 130 mm, también conocido como M-46 es una pieza de artillería de carga manual, fabricado en la Unión Soviética en los años 50. Su primera aparición en público fue en 1954, por lo que también es denominada como M1954. Hay también una versión de manufactura china conocida como Tipo 59-1.
El largo de esta arma es de 52 calibres, lo que permite disparar proyectiles con un gran alcance. Puede disparar diferentes tipos de munición, para lo que está equipada con visores nocturnos para abrir fuego de noche. Para ser transportada necesita de un camión o tractor, el cañón en ésta configuración puede ser remolcado al colocar de vuelta las dos ruedas en posición de transporte. 
El M-46 está en servicio activo en al menos 25 países y varios de estos disponen de licencias de fabricación, como en China; que se fabrica como el Tipo 59-1. Originalmente fue diseñado para reemplazar a los obuses 2A36 Giatsint-B y al obús autopropulsado 2S5 Giatsint-S de los inventarios de la Unión Soviética.

## Proyectiles
- Frag-HE, OF-43 - alcance 27 490 metros
- Frag-HE, OF-44 - alcance 22 490 metros
- Frag-HE, ERFB-BB - alcance 38 000 metros
- APCBC-HE-T, BR-482 y BR-482B - alcance 1140 metros
- Humo
- Química
- Iluminación

## Usuarios

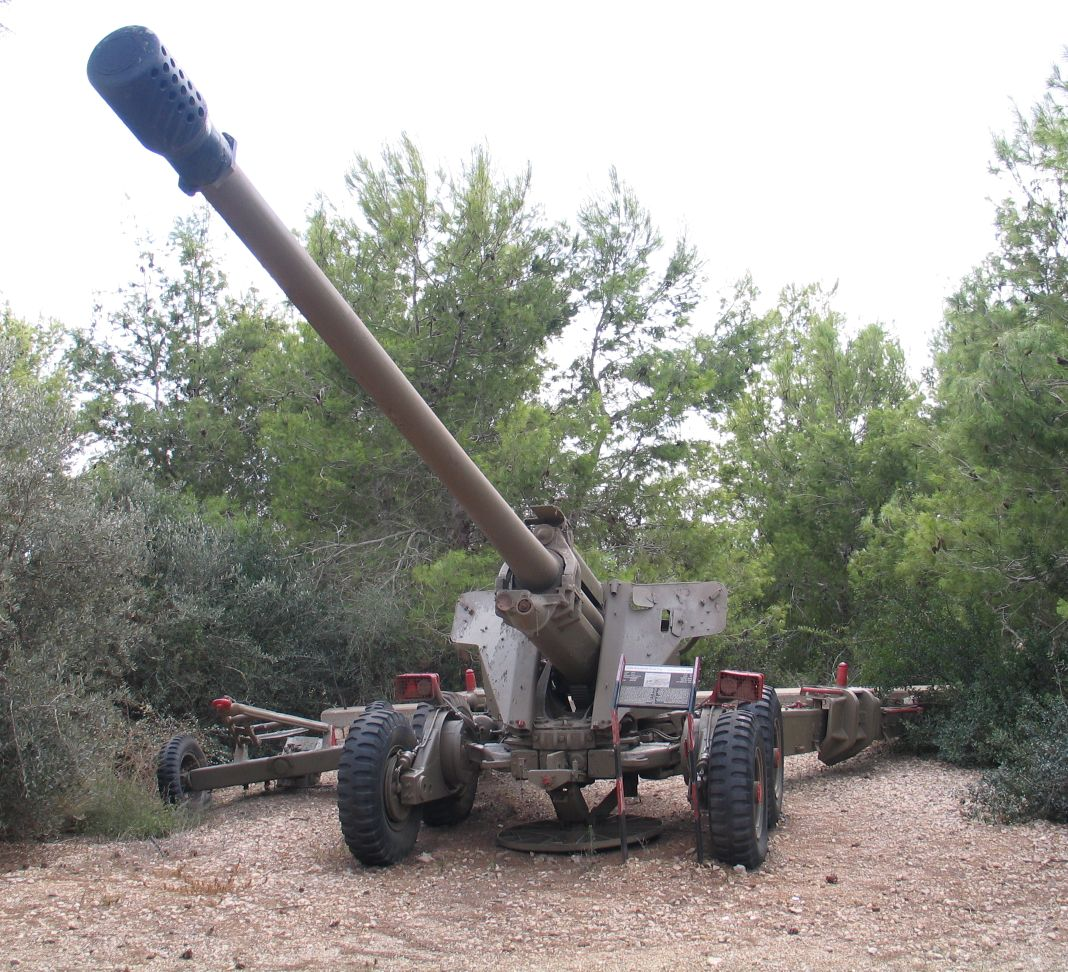
Un M-46 en el museo Israelí de Yad-la Shirion, en Latrun. Nótese que la cureña está equipada con un par extra de ruedas.

Jane's Armour and Artillery

### Operadores actuales
- Albania: 100 unidades de la versión china Tipo 59-1.

- Argelia: 10 unidades.

- Angola

- Azerbaiyán: 36 unidades.

- Bangladés: 40 de la versión china Tipo 59-1.

- Birmania: 80 de manufactura norcoreana, similares a las versiones hechas en China.

- Bulgaria: 72 unidades.

- Camboya: Usan la versión china Tipo 59-1.

- Camerún: 12 de la versión china Tipo 59-1.

- China: Usan la versión Tipo 59-1 producida localmente.

- Corea del Norte: Algunas son de la versión hecha por las fábricas norcoreanas y denominada localmente como M-1975.

- Costa de Marfil

- Croacia

- Cuba

- Egipto: 420 producidos bajo licencia en fábricas locales.

- Eritrea

- Guyana: 6 unidades.

- India: 550 unidades.

- Irán: 1100 unidades de las versiones M-46 y Tipo 59-1.

- Líbano: 25 unidades.

- Libia: Menos de 300, algunas capturadas por el CNT.

- Libia: Al menos 40 piezas capturadas a las Fuerzas Gadafistas.

- Laos: 10 unidades.

- Marruecos

18 unidades.
- Mongolia

Usan la versión china Tipo 59-1.
- Mozambique

20 unidades.
- Nigeria: 7 unidades.

- Omán: 24 unidades, 12 del modelo original M-46 y 12 del modelo chino Tipo 59-1.

- Pakistán: 200 de la versión china Tipo 59-1.

- Perú

30
- Rumania

- República del Congo: 5

- República Democrática del Congo: 8 de la versión china Tipo 59-1.

- Sri Lanka: 2 de la versión china Tipo 59-1.

- Sudán

- Siria: 800 entre el original M-46 y de la versión china Tipo 59-1.

- Tanzania: 30

- Tailandia: 15 unidades de la versión china de NORINCO Tipo 59-1.

- Vietnam

- Yemen: 70

- Zambia: 30

### Anteriores usuarios

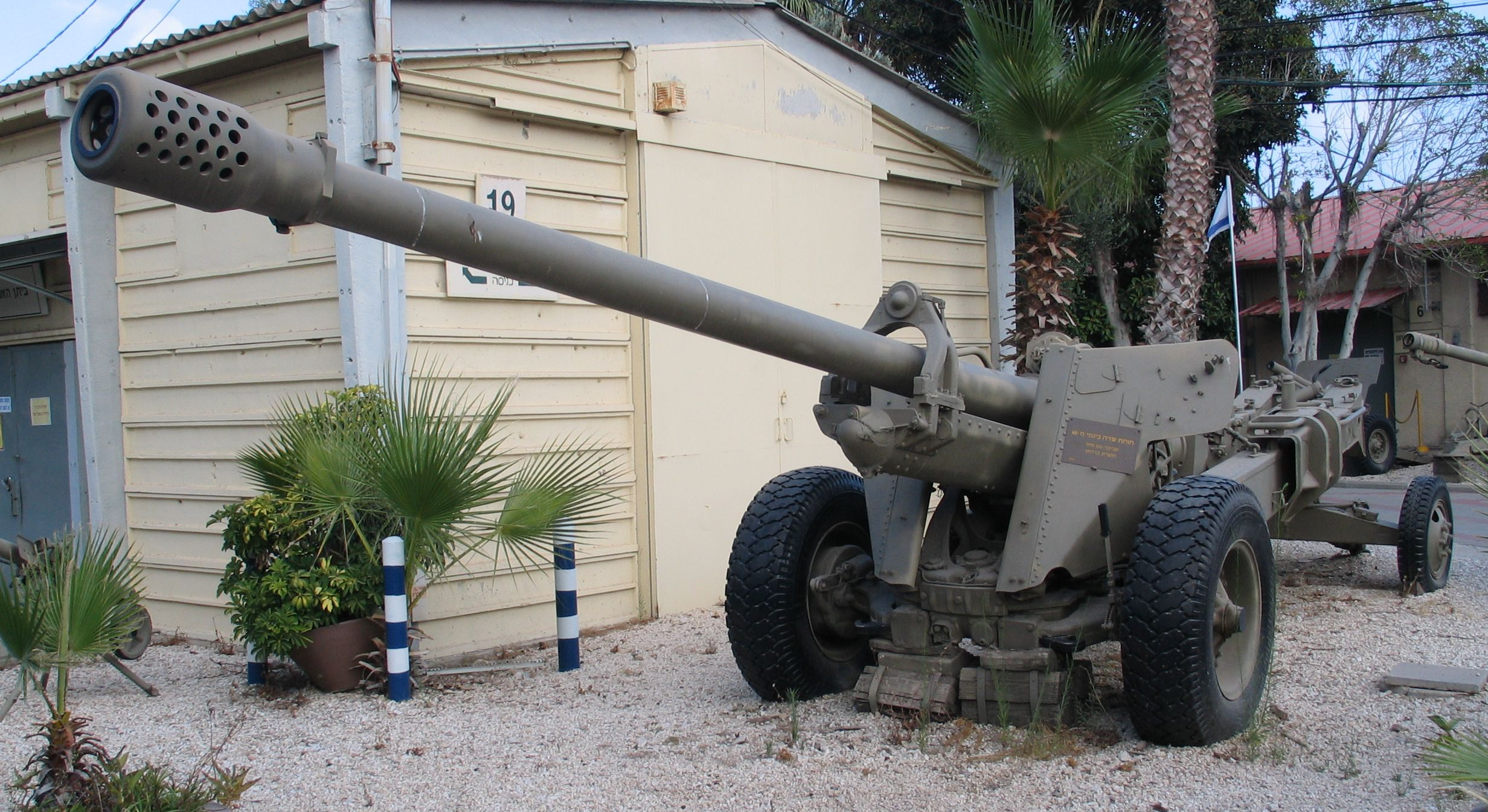

- Afganistán : En estado desconocido.

- Checoslovaquia: Dados de baja en los años 90.

- Etiopía: En estado desconocido.

- Finlandia: En las tropas de tierra hay al menos 72 unidades, y 72 unidades en la Armada; conocido como 130 K 54. Ahora están siendo retirados del servicio activo, era utilizado en afustes de artillería costera.

- Irak: En estado desconocido.

- Israel: 100 capturados en guerras contra naciones árabes.

- Rusia: En estado de reserva.

- Serbia: En estado de retiro.

- Somalia: En estado desconocido.

- Emiratos Árabes Unidos: En estado de reserva.